# 威廉·休森
威廉·休森（英語：William Hewson，1739年11月14日—1774年5月1日）是一位英国外科医生、解剖学家和生理学家，最早分离纖維蛋白并证明了红细胞是盘状的，有时被称为“血液学之父”。因假设并证明了淋巴系統的存在而获得了1769年科普利奖章。